# Ареф'єва Галина Володимирівна
Ареф'єва Галина Володимирівна (нар. 16 лютого 1947, Уральськ, Західноказахстанська область, Казахська РСР, СРСР) — заслужений працівник культури України, директор Сумського художнього музею (1979-2017).

## Біографія
Ареф'єва Галина Володимирівна народилась 16 лютого 1947 року в місті Уральськ Казахськох РСР у сім'ї військовослужбовців. З 1956 року проживає в місті Суми. Середню освіту отримала в 1965 році. У 1969 році закінчила філологічний факультет Сумського державного педагогічного інституту імені А.Макаренка. Працювала вчителем російської мови та літератури в селі Задорів Монастирського району Тернопільської області. З 1975 року працює в галузі культури. Була завідувачкою будинку-музею А. П. Чехова. З 1979 року працює директором Сумського обласного художнього музею.
У 1990 році закінчила Київський державний художній інститут за спеціальністю «Теорія і історія мистецтва». Галина Володимирівна — автор публікацій у місцевій пресі, автор наукових статей про творчість видатних діячів мистецтва.
З 2017 року обіймає посаду заступника директора музею з наукової роботи.

## Діяльність в галузі культури
З 1976 по 1983 рр Сумський художній музей був закритий для відвідувачів, для організації роботи були додані дві пам'ятки архітектури. У 1981 році на двох поверхах Воскресенської церкви міста Суми (XVIII століття) на правах окремого музею було відкрито експозицію відділу декоративного мистецтва. У 1983 році в Троїцькому храмі міста Суми відкрили відділ музею — скульптурну галерею Івана Кавалерідзе.

## Наукові дослідження
У науково-дослідній сфері Галина Ареф'єва розробляє архівні матеріали з історії створення та існування Сумського художнього музею, досліджує відомості щодо життя і діяльності першого директора художнього музею Онацького Никанора Харитоновича. 

## Відзнаки
- Січень 1999 року — удостоєна почесного звання Заслуженого працівника культури.